# Střížkov
Střížkov – część Pragi. W 2006 zamieszkiwało ją 14 179 mieszkańców.